# Synagoge (Haaksbergen)

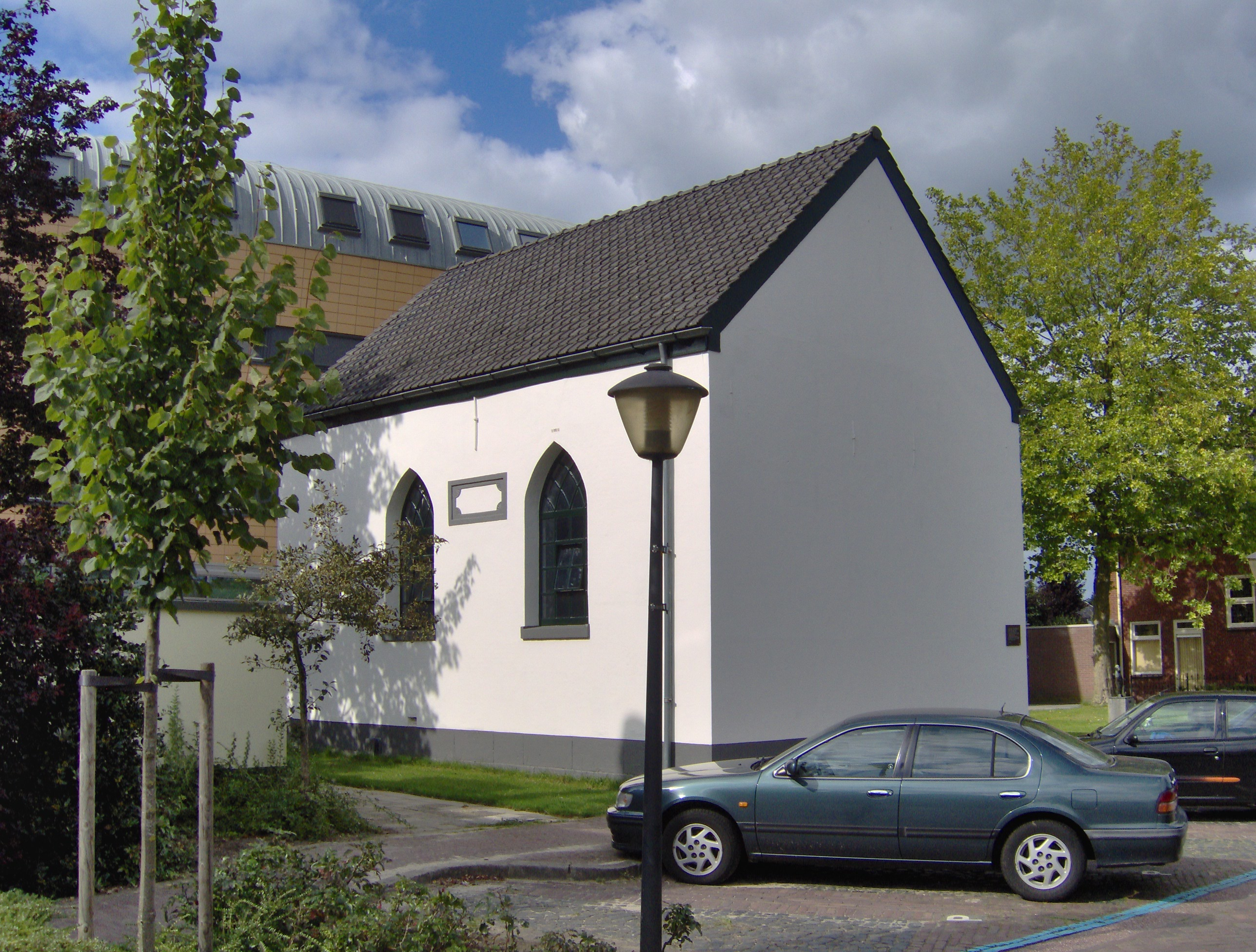
Synagoge in Haaksbergen

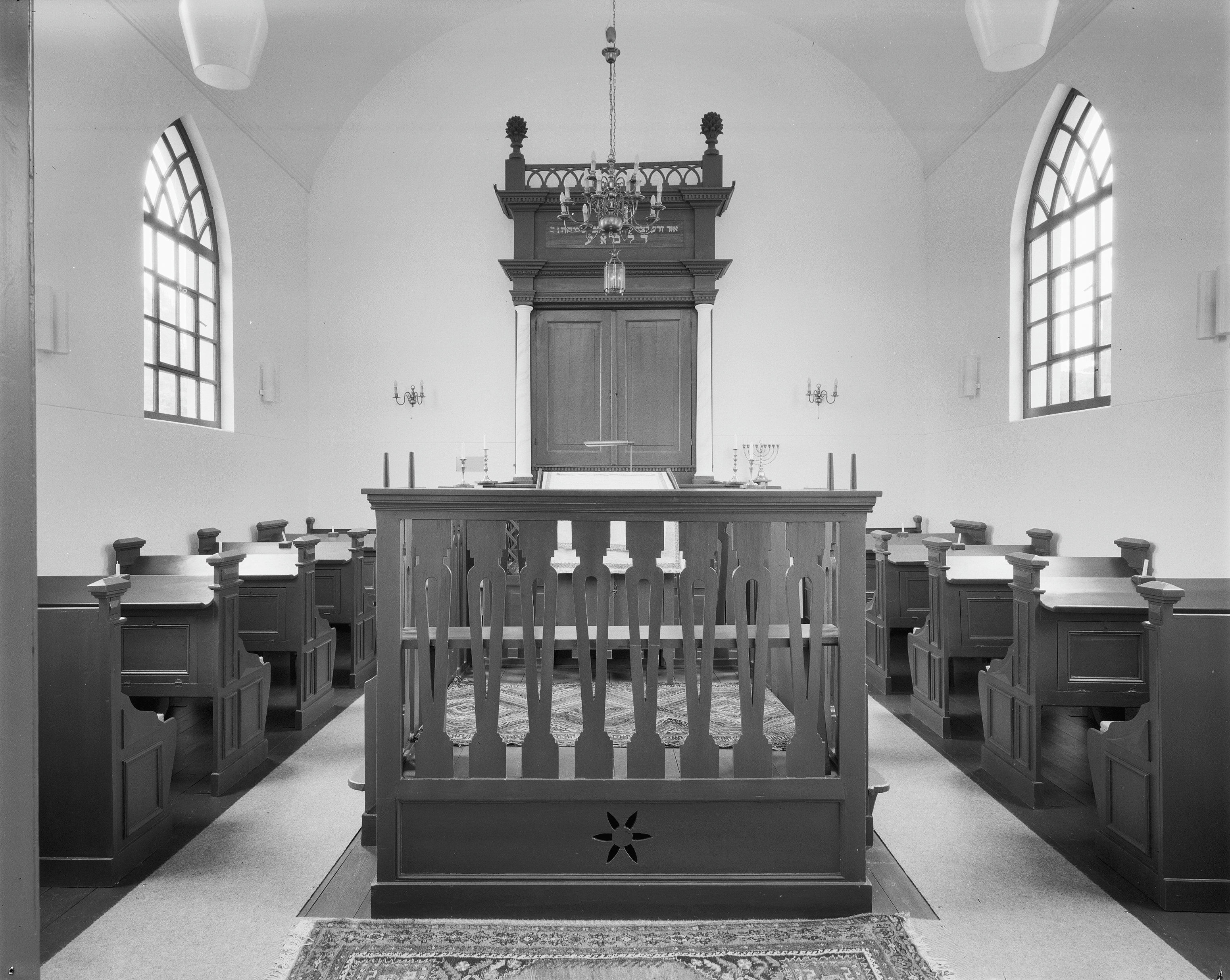
Innenansicht

Die Synagoge in Haaksbergen, einer Gemeinde in der Provinz Overijssel der Niederlande, wurde 1828 errichtet. Die Synagoge im Stil der Neugotik befindet sich an der Ruisschenborgh.